# Langschwanzkatze
Die Langschwanzkatze (Leopardus wiedii), auch Peludo, Margay, Bergozelot oder Baumozelot genannt, ist eine auf dem amerikanischen Kontinent lebende Raubtierart innerhalb der Familie der Katzen (Felidae). Sie ist etwas größer als die Nördliche Tigerkatze und etwas kleiner als der Ozelot, die beide eine ähnliche Fellfärbung aufweisen. Langschwanzkatzen wurden früher wegen ihres Pelzes gejagt, wobei jährlich tausende Tiere erlegt wurden. Diese Praxis ist aber stark zurückgegangen, seitdem die Art in vielen Ländern ihres Verbreitungsgebietes unter Schutz gestellt wurde.
Die IUCN führt die Langschwanzkatze auf der Vorwarnstufe (near threatened).

## Merkmale
Langschwanzkatzen ähneln in ihrem Äußeren dem Ozelot, sind aber etwas kleiner und weisen den namensgebenden längeren Schwanz auf. Wie beim Ozelot ist das Fell gelbbraun mit dunklen, in Streifen angeordneten ringförmigen Flecken versehen. Der Kopf ist kurz und abgerundet, die dunklen Ohren tragen wie bei vielen anderen Katzenarten auch, jeweils einen weißen Fleck auf der Rückseite. Die Tiere erreichen eine Kopf-Rumpf-Länge von 46 bis 79 Zentimetern, der Schwanz wird zwischen 33 und 51 Zentimeter lang und ihr Gewicht variiert zwischen 2,6 und 4 Kilogramm. Es gibt keinen auffälligen Sexualdimorphismus.

## Verbreitung und Lebensraum

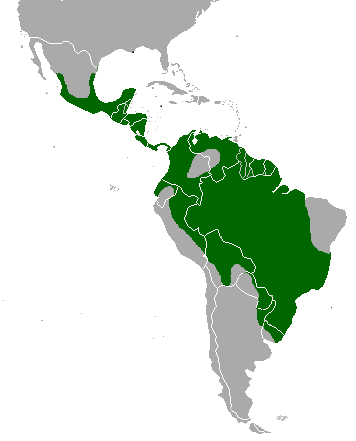
Verbreitungsgebiet der Langschwanzkatze

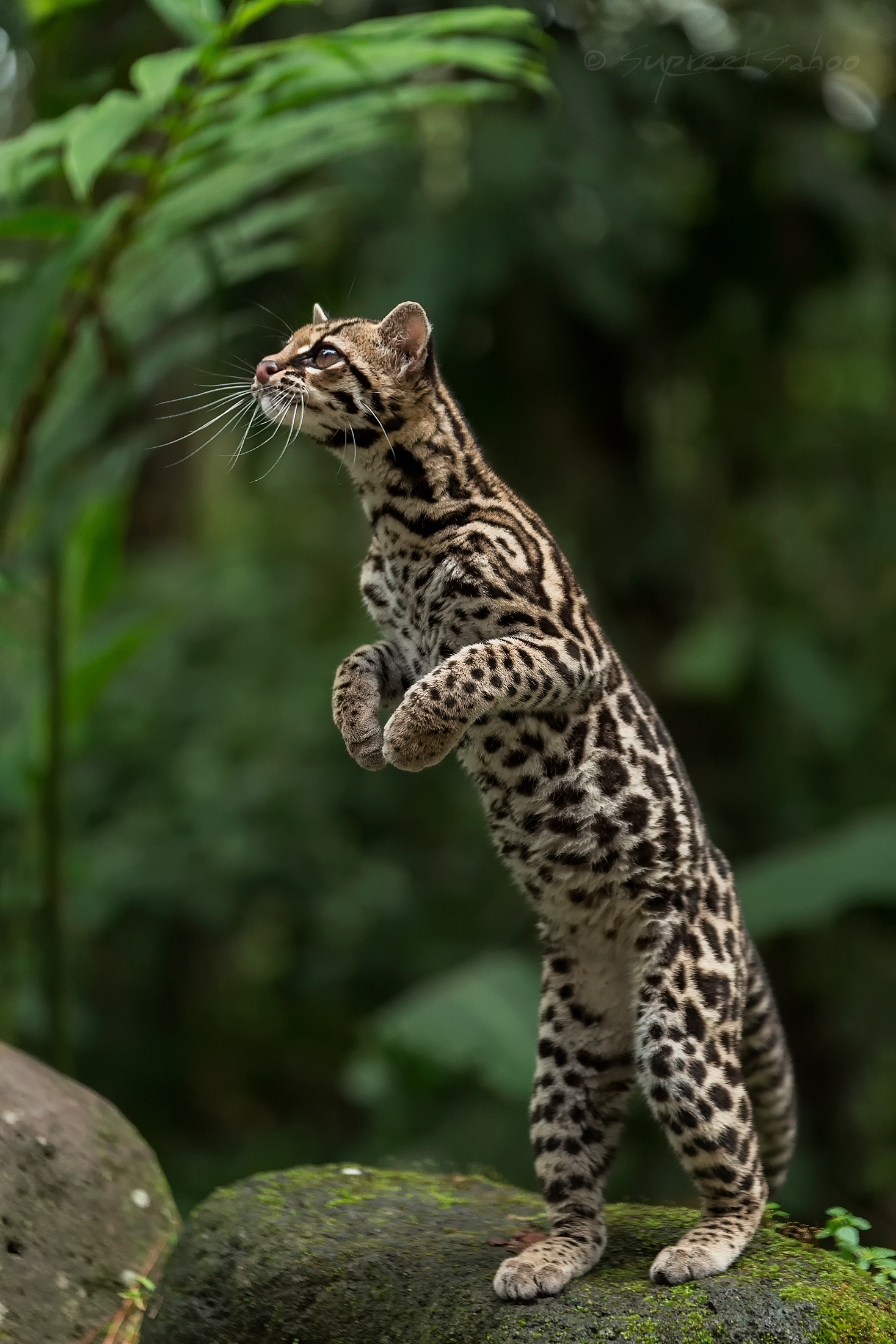
Langschwanzkatze

Verbreitet ist die Langschwanzkatze in Mittel- und Südamerika östlich der Anden, ihr Verbreitungsgebiet reicht vom nördlichen Mexiko bis Uruguay und Argentinien. Die Langschwanzkatze wird auch zur Fauna Nordamerikas gezählt, da ein Vertreter dieser Art 1852 am Rio Grande in Texas geschossen wurde.
Der Lebensraum der Langschwanzkatze sind hauptsächlich Wälder, vorwiegend tropische und subtropische Regenwälder. Gelegentlich wird sie jedoch auch auf Kaffee- oder Kakaoplantagen angetroffen. Insgesamt ist die Langschwanzkatze von allen Katzen der Neotropischen Region am stärksten an Waldhabitate angepasst. Zu den verschiedenen Wäldern, in denen die Tiere vorkommen, zählen feuchte Tieflandwälder, Sekundär- und Primärwälder, prämontane Feuchtwälder und Bergnebelwälder. Dabei sind die Tiere allerdings selten in Höhenlagen von über 1200 m zu finden. In Bolivien lebt die Langschwanzkatze auch im relativ trockenen Gran Chaco.
Die größte Bedrohung stellen heute die Waldrodungen dar, welche den Lebensraum der Tiere immer weiter einschränken. Als Art, die auf ein Leben im Wald spezialisiert ist, ist die Langschwanzkatze von diesen Vorgängen stärker betroffen als etwa der verwandte Ozelot. Sie gilt als scheu und selten. Trotz ihres großen Verbreitungsgebietes ist sie gefährdet, da sich ihre Habitate nur auf spezielle Areale beschränken. Die IUCN schätzt, dass die Gesamtpopulation um 30 % über die nächsten 18 Jahre abnehmen wird.

## Lebensweise
Langschwanzkatzen sind ausgezeichnete Kletterer, daher rührt auch der Name Baumozelot. Die gewandten Tiere scheinen einen großen Teil ihres Lebens in den Bäumen zu verbringen, obwohl sie bisweilen auch am Boden auf die Jagd gehen. Sie können die Hinterbeine so weit einwärts drehen, dass es ihnen möglich ist, allein mit den Hinterbeinen an einem Ast abwärts zu hängen. Sie haben außerdem sehr bewegliche Zehen und sehr breite Pfoten, was ebenfalls zu einer sicheren Fortbewegung auf Ästen beiträgt. Die Langschwanzkatze ist neben dem Nebelparder und der Marmorkatze eine der wenigen Katzenarten, die kopfüber einen Baum hinunterklettern können.
Sie können sowohl am Tag als auch in der Nacht aktiv sein und leben während der meisten Zeit des Jahres einzelgängerisch. Lediglich zur Paarungszeit finden sie sich manchmal zu kurzlebigen Paaren zusammen. Sie sind territorial, die Reviere sind rund 15 bis 43 Quadratkilometer groß.

## Nahrung
Wie alle Katzen sind Langschwanzkatzen vorwiegend Fleischfresser, die sich von Säugetieren (unter anderem Nagetiere und Primaten), aber auch Vögeln und deren Eiern sowie Echsen, Baumfröschen und sogar Insekten und Früchten ernähren. Dabei erbeuten sie in erster Linie kleinere, baumbewohnende und nachtaktive Arten, wie Opossums, Hörnchen und Baumnager. Sie schlagen allerdings auch Tiere bis zur Größe von Hasen, Agutis und Pakas.
Eine Besonderheit ihres Jagdverhaltens ist die Stimmenimitation (Mimikry). In einigen Fällen imitierte die Langschwanzkatze die Stimme eines verletzten Zweifarbentamarinbabys, um so erwachsene Tamarine auf sich aufmerksam zu machen, anzulocken und anschließend anzugreifen.

## Fortpflanzung

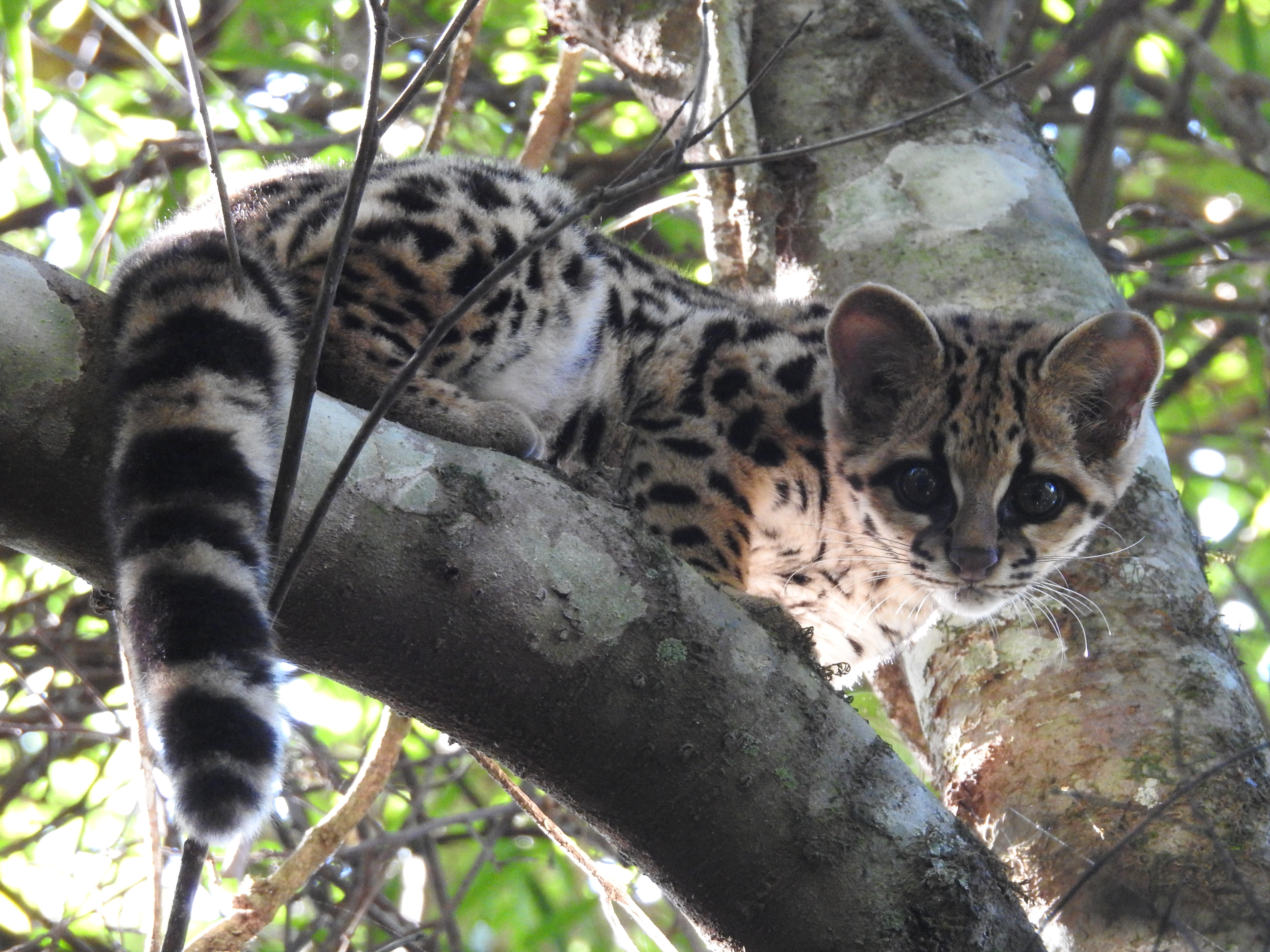
Junge Langschwanzkatze

Über die Fortpflanzung ist wenig bekannt, sämtliche Beobachtungen bisher wurden an Tieren in Gefangenschaft durchgeführt. Sie haben keine feste Paarungszeit. Der Sexualzyklus beträgt 32 bis 36 Tage und innerhalb dieser Zeit sind die Weibchen für vier bis zehn Tage empfangsbereit. Die Kopulation dauert 15 bis 60 Sekunden und endet mit einem katzentypischen Nackenbiss.
Die Tragzeit beträgt rund 76 bis 84 Tage, pro Wurf bringt das Weibchen ein bis zwei Junge zur Welt. Die Neugeborenen sind zunächst blind, ihre Augen öffnen sich nach zwei Wochen, und nach acht Wochen nehmen sie feste Nahrung zu sich. Der Wechsel von den Milchzähnen zum permanenten Gebiss erfolgt mit fünf Monaten. Mit acht bis zehn Monaten haben sie fast die Körpergröße einer erwachsenen Katze.
Es liegen keine Daten darüber vor, wie alt Langschwanzkatzen in der freien Wildbahn werden. Ein in Gefangenschaft gehaltenes Männchen erreichte ein Lebensalter von 24 Jahren.

## Unterarten
In der mehrbändigen Enzyklopädie Handbook of the Mammals of the World werden folgende Unterarten der Langschwanzkatze unterschieden:
- L. w. wiedii - Südostbrasilien bis Nordostargentinien
- L. w. amazonicus - Oberer Amazonas, Brasilien
- L. w. boliviae - Andenhänge
- L. w. cooperi - Südost-Texas bis zur mexikanischen Nordgrenze (möglicherweise ausgestorben)
- L. w. glauculus - Trockengebiete Mexikos
- L. w. nicaraguae - Mittelamerika
- L. w. vigens - Nordostbrasilien bis Guyana
- L. w. yucatanicus - Regenwaldgebiete Mexikos

Die Cat Specialist Group der IUCN erkennt in ihrer im Jahr 2017 veröffentlichten Revision der Katzensystematik dagegen nur drei Unterarten an.
- L. w. glauculus - Mittelamerika und Mexiko
- L. w. vigens - Südamerika nördlich des Amazonas
- L. w. wiedii - Mittleres Südamerika südlich des Amazonas

## Menschen und Langschwanzkatzen

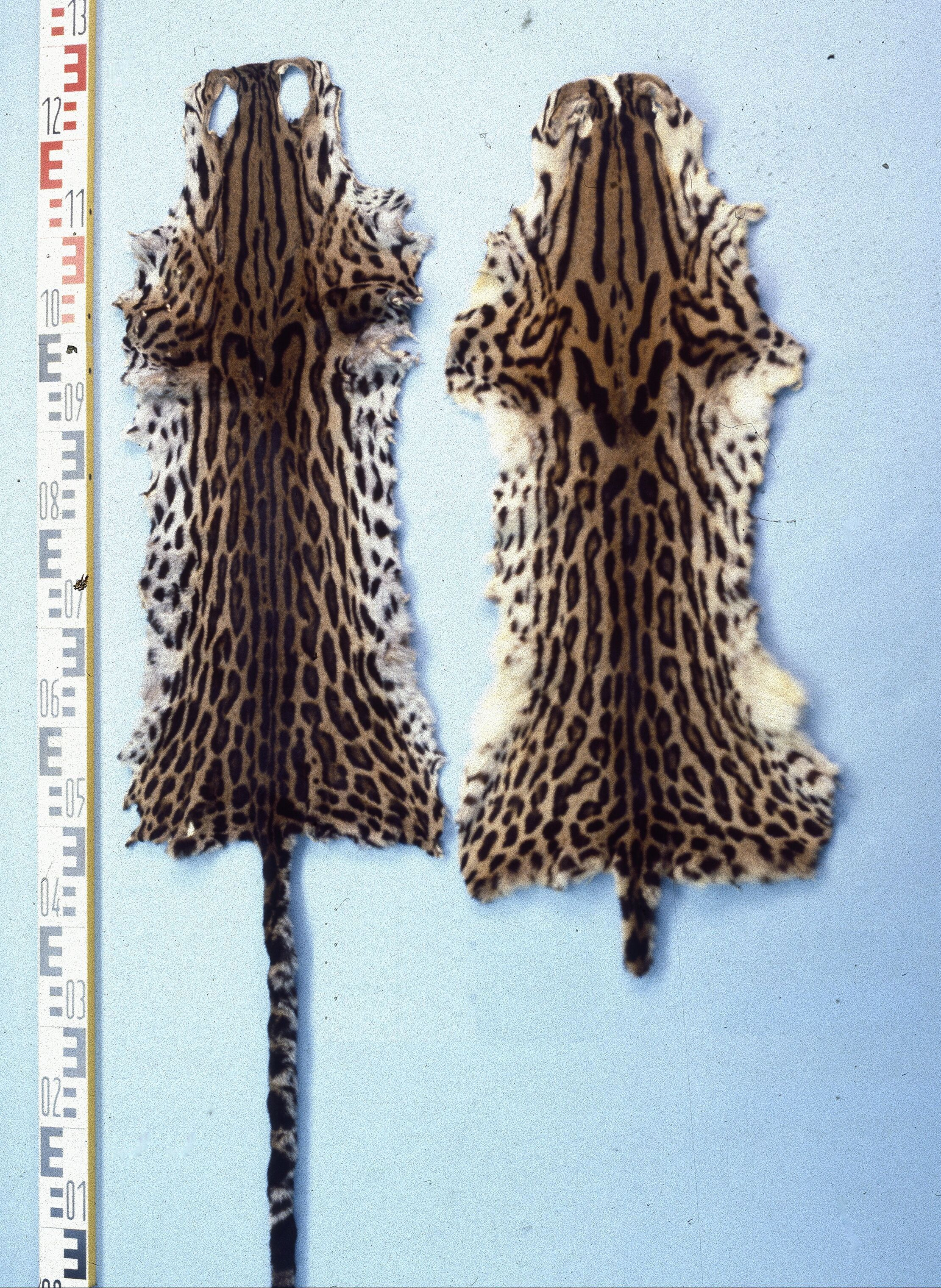
Langschwanzkatzenfelle

Die Langschwanzkatze zählte mit dem als Peludo oder Bergozelot gehandelten Fell lange zu den wichtigsten südamerikanischen Pelztieren. Allein 1977 wurden mindestens 30.000 Langschwanzkatzenfelle international gehandelt. Inzwischen ist die Langschwanzkatze im internationalen Washingtoner Artenschutzübereinkommen im Anhang A gelistet, ihr Fell oder Produkte daraus dürfen nicht gehandelt werden.
1996 wurde das Europäische Erhaltungszuchtprogramm für die Margays eingeführt, es wird koordiniert von Sam Harley vom Newquay Zoo in Cornwall, Großbritannien. 2016 wurden in zwei deutschen Zoos, im Tierpark Berlin-Friedrichsfelde (zwei Weibchen) und im Zoo Dortmund, sowie in mehreren europäischen Zoos, so u. a. im Edinburgh Zoo (ein Pärchen), im Randers Regnskov (Ost-Jütland, Dänemark), im Natura Artis Magistra (Amsterdam, Niederlande), im Zoo von Jihlava (Böhmen, Tschechien), im Welsh Mountain Zoo in Colwyn Bay (Wales) und im Zoo de La Boissière-du-Doré (Departement Loire-Atlantique, Frankreich), Margays gehalten. Dem Zoo de La Boissière-du-Doré ist 2016 eine Nachzucht geglückt.
In dem vom Bundesministerium für Ernährung und Landwirtschaft 2014 veröffentlichten Gutachten Mindestanforderungen an die Haltung von Säugetieren werden für Außengehege mindestens 20 m² je Tier und für Innengehege 12 m² je Paar gefordert.